# Алвине Долфус
Алвине Долфус (девојачко Глинке  ; 1897 — 1973) је била жена бившег аустријског канцелара Енгелберта Долфуса. У тренутку његове смрти била је у Италији са Мусолинијем и његовом породицом. Мусолини јој је дозволио да оде његовим приватним авионом назад у Аустрију. Сахрањена је на гробљу Хицинг у Бечу поред њеног мужа и њихово двоје деце. Такође је сатиризована у представи Бертолта Брехта преко лика "Бети Дулфет"